# 松江シティRagazza
松江シティFC Ragazza（まつえシティFC ラガッツァ）は、かつて島根県松江市を中心に活動していた、女子サッカークラブチーム。

## 概要
2007年、松江市内で活動していた城南レディース・天娘SC・ベルーガの3チームからなる新チーム松江レディースフットボールクラブRagazza（Ragazza松江）が創設される。「Ragazza（ラガッツァ）」とは、イタリア語で「女の子」という意味。
2015年、松江シティFCと兄妹（提携）チームとなり、松江シティRagazzaに名称を変更。県リーグは4勝2分で初優勝を果たした。
2016年、松江市出身で元U-20日本代表の藤田のぞみが加入。県リーグは、6戦全勝で2連覇を果たした。
2017年1月、中国女子サッカーリーグ昇格をかけた入替戦を勝ち抜き、中国リーグ初昇格を決めた。7月16日、岩国エンジェルス戦に勝ち中国リーグ初勝利を挙げた。最終的に12チーム中9位となり、リーグ残留を決めた。
2018年シーズンから中国リーグが2部制となり、2部で戦うことになった。中国リーグ2部では、6チーム中3位の成績で終えた。
2019年、中国リーグ2部では、昨年より順位を一つ下げ、6チーム中4位で終えた。
2020年、松江シティFCの下部組織となり、松江シティFC Ragazzaに名称を変更。
2021年3月31日で解散することが発表された。

### クラブ名変遷
- 松江レディースフットボールクラブRagazza（2007-2014）
- 松江シティRagazza（2015-2019）
- 松江シティFC Ragazza（2020-2021）

## 成績
| 年度 | 所属    | 順位 | 勝点 | 試合 | 勝 | 分 | 敗 | 得点 | 失点 | 得失 | 皇后杯   | 監督     |
| 2014 | 島根県  | 2位  | 7    | 4    | 2  | 1  | 1  | 16   | 7    | 9    | 予選敗退 | 藤田尚史 |
| 2015 | 島根県  | 優勝 | 14   | 6    | 4  | 2  | 0  | 27   | 3    | 24   | 予選敗退 | 藤田尚史 |
| 2016 | 島根県  | 優勝 | 18   | 6    | 6  | 0  | 0  | 61   | 2    | 59   | 予選敗退 | 藤田尚史 |
| 2017 | 中国    | 9位  | 9    | 11   | 2  | 3  | 6  | 15   | 40   | -25  | 予選敗退 | 藤田尚史 |
| 2018 | 中国2部 | 3位  | 15   | 10   | 4  | 3  | 3  | 39   | 16   | 23   | 予選敗退 | 藤田尚史 |
| 2019 | 中国2部 | 4位  | 13   | 10   | 4  | 1  | 5  | 20   | 17   | 3    | 予選敗退 | 藤田尚史 |
| 2020 | 中国2部 |      |      |      |    |    |    |      |      |      |          | 藤田尚史 |

## タイトル
- 島根県女子サッカーリーグ（2015、2016）

## 選手

### 過去の所属選手
- 藤田のぞみ（2016）